# Frăsinet (Călărași)
Frăsinet is een Roemeense gemeente in het district Călărași.
Frăsinet telt 1799 inwoners.